# Charles Kaboré
Charles Kaboré (Bobo-Dioulasso, 9 febbraio 1988) è un ex calciatore burkinabé, di ruolo centrocampista.
È primatista di presenze con la nazionale burkinabé.

## Carriera

### Club

#### Gli inizi al Libourne
Kaboré è cresciuto nel F.C. Libourne-Saint-Seurin-sur-L'Isle in cui ha giocato una stagione (2007-2008) nella quale ha totalizzato 26 presenze e 1 gol. In questa stagione si mette in mostra, tanto che molti club lo cominciano a seguire

#### Il prestito al Marsiglia
Nel giugno 2008, Kaboré viene ceduto in prestito con diritto di riscatto all'Olimpique Marsiglia, club francese di Ligue 1. con essa realizza 12 presenze e nessun gol, ma le azioni che compie sono supreme tanto che viene ceduto completamente al club francese.

#### Kuban e Krasnodar
Nell'estate 2013 si trasferisce al Kuban dove ottiene 66 presenze in due stagioni.
Nel mercato estivo 2015 si trasferisce in prestito al Krasnodar.

### Nazionale
Sin dall'esordio nel 2006 diviene un perno della nazionale del Burkina Faso. Nominato capitano, raggiunge e supera le 90 presenze, diventando il primatista di partite giocate in nazionale. Il 24 marzo 2021 raggiunge quota 100 presenze in nazionale contro l'Uganda.

## Statistiche

### Presenze e reti nei club
Statistiche aggiornate al 12 dicembre 2020.
| Stagione                     | Squadra                      | Campionato                   | Campionato | Campionato | Coppe nazionali | Coppe nazionali | Coppe nazionali | Coppe continentali | Coppe continentali | Coppe continentali | Altre coppe | Altre coppe | Altre coppe | Totale | Totale |
| Stagione                     | Squadra                      | Comp                         | Pres       | Reti       | Comp            | Pres            | Reti            | Comp               | Pres               | Reti               | Comp        | Pres        | Reti        | Pres   | Reti   |
| ---------------------------- | ---------------------------- | ---------------------------- | ---------- | ---------- | --------------- | --------------- | --------------- | ------------------ | ------------------ | ------------------ | ----------- | ----------- | ----------- | ------ | ------ |
| 2006-2007                    | FC Libourne                  | L2                           | 10         | 1          | CF+CdL          | 0               | 0               | -                  | -                  | -                  | -           | -           | -           | 10     | 1      |
| 2007-gen. 2008               | FC Libourne                  | L2                           | 16         | 0          | CF+CdL          | 0+1             | 0               | -                  | -                  | -                  | -           | -           | -           | 17     | 0      |
| Totale Libourne-Saint-Seurin | Totale Libourne-Saint-Seurin | Totale Libourne-Saint-Seurin | 26         | 1          |                 | 1               | 0               |                    | -                  | -                  |             | -           | -           | 27     | 1      |
| gen.-giu. 2008               | O. Marsiglia                 | L1                           | 12         | 0          | CF+CdL          | 2+1             | 0               | UCL+CU             | 0+3                | 0                  | -           | -           | -           | 18     | 0      |
| 2008-2009                    | O. Marsiglia                 | L1                           | 23         | 1          | CF+CdL          | 1+1             | 0               | UCL+CU             | 4+2                | 0                  | -           | -           | -           | 31     | 1      |
| 2009-2010                    | O. Marsiglia                 | L1                           | 25         | 1          | CF+CdL          | 1+3             | 0               | UCL+UEL            | 3+3                | 0+1                | -           | -           | -           | 35     | 2      |
| 2010-2011                    | O. Marsiglia                 | L1                           | 34         | 0          | CF+CdL          | 0+4             | 0               | UCL                | 5                  | 0                  | SF          | 1           | 0           | 44     | 0      |
| 2011-2012                    | O. Marsiglia                 | L1                           | 25         | 0          | CF+CdL          | 3+3             | 0               | UCL                | 6                  | 0                  | SF          | 1           | 0           | 38     | 0      |
| 2012-gen. 2013               | O. Marsiglia                 | L1                           | 17         | 0          | CF+CdL          | 1+1             | 0               | UEL                | 8                  | 0                  | -           | -           | -           | 27     | 0      |
| Totale O. Marsiglia          | Totale O. Marsiglia          | Totale O. Marsiglia          | 136        | 2          |                 | 21              | 0               |                    | 34                 | 1                  |             | 2           | 0           | 193    | 3      |
| gen.-giu. 2013               | Kuban'                       | PL                           | 11         | 0          | KR              | 1               | 0               | -                  | -                  | -                  | -           | -           | -           | 12     | 0      |
| 2013-2014                    | Kuban'                       | PL                           | 26         | 0          | KR              | 0               | 0               | UEL                | 9                  | 1                  | -           | -           | -           | 35     | 1      |
| 2014-2015                    | Kuban'                       | PL                           | 26         | 0          | KR              | 5               | 0               | -                  | -                  | -                  | -           | -           | -           | 31     | 0      |
| Totale Kuban'                | Totale Kuban'                | Totale Kuban'                | 63         | 0          |                 | 6               | 0               |                    | 9                  | 1                  |             | -           | -           | 78     | 1      |
| 2015-2016                    | Krasnodar                    | PL                           | 21         | 0          | KR              | 4               | 0               | UEL                | 7                  | 0                  | -           | -           | -           | 32     | 0      |
| 2016-2017                    | Krasnodar                    | PL                           | 22         | 1          | KR              | 1               | 0               | UEL                | 10                 | 0                  | -           | -           | -           | 33     | 1      |
| 2017-2018                    | Krasnodar                    | PL                           | 19         | 0          | KR              | 1               | 0               | UEL                | 2                  | 0                  | -           | -           | -           | 22     | 0      |
| 2018-2019                    | Krasnodar                    | PL                           | 24         | 1          | KR              | 4               | 0               | UEL                | 9                  | 0                  | -           | -           | -           | 37     | 1      |
| Totale Krasnodar             | Totale Krasnodar             | Totale Krasnodar             | 86         | 2          |                 | 10              | 0               |                    | 28                 | 0                  |             | -           | -           | 124    | 2      |
| 2019-2020                    | Dinamo Mosca                 | PL                           | 20         | 0          | KR              | 1               | 0               | -                  | -                  | -                  | -           | -           | -           | 21     | 0      |
| 2020-2021                    | Dinamo Mosca                 | PL                           | 14         | 0          | KR              | 1               | 0               | UEL                | 1                  | 0                  | -           | -           | -           | 16     | 0      |
| Totale Dinamo Mosca          | Totale Dinamo Mosca          | Totale Dinamo Mosca          | 34         | 0          |                 | 2               | 0               |                    | 1                  | 0                  |             | -           | -           | 37     | 0      |
| Totale carriera              | Totale carriera              | Totale carriera              | 345        | 5          |                 | 40              | 0               |                    | 72                 | 2                  |             | 2           | 0           | 459    | 7      |

### Cronologia presenze e reti in nazionale
| Cronologia completa delle presenze e delle reti in nazionale ― Burkina Faso | Cronologia completa delle presenze e delle reti in nazionale ― Burkina Faso | Cronologia completa delle presenze e delle reti in nazionale ― Burkina Faso | Cronologia completa delle presenze e delle reti in nazionale ― Burkina Faso | Cronologia completa delle presenze e delle reti in nazionale ― Burkina Faso | Cronologia completa delle presenze e delle reti in nazionale ― Burkina Faso | Cronologia completa delle presenze e delle reti in nazionale ― Burkina Faso | Cronologia completa delle presenze e delle reti in nazionale ― Burkina Faso |
| Data                                                                        | Città                                                                       | In casa                                                                     | Risultato                                                                   | Ospiti                                                                      | Competizione                                                                | Reti                                                                        | Note                                                                        |
| --------------------------------------------------------------------------- | --------------------------------------------------------------------------- | --------------------------------------------------------------------------- | --------------------------------------------------------------------------- | --------------------------------------------------------------------------- | --------------------------------------------------------------------------- | --------------------------------------------------------------------------- | --------------------------------------------------------------------------- |
| 7-10-2006                                                                   | Ouagadougou                                                                 | Burkina Faso                                                                | 1 – 0                                                                       | Senegal                                                                     | Qual. Coppa d'Africa 2008                                                   | -                                                                           | 26’ 85’                                                                     |
| 15-11-2006                                                                  | Aix-en-Provence                                                             | Algeria                                                                     | 1 – 2                                                                       | Burkina Faso                                                                | Amichevole                                                                  | -                                                                           | 80’                                                                         |
| 24-3-2007                                                                   | Ouagadougou                                                                 | Burkina Faso                                                                | 3 – 1                                                                       | Mozambico                                                                   | Qual. Coppa d'Africa 2008                                                   | -                                                                           |                                                                             |
| 29-5-2007                                                                   | Harare                                                                      | Zimbabwe                                                                    | 1 – 1                                                                       | Burkina Faso                                                                | Amichevole                                                                  | 1                                                                           |                                                                             |
| 3-6-2007                                                                    | Matola                                                                      | Mozambico                                                                   | 3 – 1                                                                       | Burkina Faso                                                                | Qual. Coppa d'Africa 2008                                                   | -                                                                           |                                                                             |
| 9-6-2007                                                                    | Ouagadougou                                                                 | Burkina Faso                                                                | 0 – 1                                                                       | Mali                                                                        | Amichevole                                                                  | -                                                                           |                                                                             |
| 16-6-2007                                                                   | Ouagadougou                                                                 | Burkina Faso                                                                | 0 – 1                                                                       | Tanzania                                                                    | Qual. Coppa d'Africa 2008                                                   | -                                                                           | 85’                                                                         |
| 22-8-2007                                                                   | Ouagadougou                                                                 | Burkina Faso                                                                | 2 – 3                                                                       | Mali                                                                        | Amichevole                                                                  | -                                                                           |                                                                             |
| 8-9-2007                                                                    | Dakar                                                                       | Senegal                                                                     | 5 – 1                                                                       | Burkina Faso                                                                | Qual. Coppa d'Africa 2008                                                   | -                                                                           | 76’                                                                         |
| 1-6-2008                                                                    | Tunisi                                                                      | Tunisia                                                                     | 1 – 2                                                                       | Burkina Faso                                                                | Qual. Mondiali 2010                                                         | -                                                                           |                                                                             |
| 7-6-2008                                                                    | Ouagadougou                                                                 | Burkina Faso                                                                | 2 – 0                                                                       | Burundi                                                                     | Qual. Mondiali 2010                                                         | -                                                                           |                                                                             |
| 14-6-2008                                                                   | Victoria                                                                    | Seychelles                                                                  | 2 – 3                                                                       | Burkina Faso                                                                | Qual. Mondiali 2010                                                         | -                                                                           |                                                                             |
| 21-6-2008                                                                   | Ouagadougou                                                                 | Burkina Faso                                                                | 4 – 1                                                                       | Seychelles                                                                  | Qual. Mondiali 2010                                                         | 1                                                                           |                                                                             |
| 6-9-2008                                                                    | Ouagadougou                                                                 | Burkina Faso                                                                | 0 – 0                                                                       | Tunisia                                                                     | Qual. Mondiali 2010                                                         | -                                                                           |                                                                             |
| 12-10-2008                                                                  | Bujumbura                                                                   | Burundi                                                                     | 1 – 3                                                                       | Burkina Faso                                                                | Qual. Mondiali 2010                                                         | -                                                                           |                                                                             |
| 11-2-2009                                                                   | Le Petit-Quevilly                                                           | Togo                                                                        | 1 – 1                                                                       | Burkina Faso                                                                | Amichevole                                                                  | -                                                                           |                                                                             |
| 28-3-2009                                                                   | Ouagadougou                                                                 | Burkina Faso                                                                | 4 – 2                                                                       | Guinea                                                                      | Qual. Mondiali 2010                                                         | -                                                                           |                                                                             |
| 6-6-2009                                                                    | Blantyre                                                                    | Malawi                                                                      | 0 – 1                                                                       | Burkina Faso                                                                | Qual. Mondiali 2010                                                         | -                                                                           |                                                                             |
| 20-6-2009                                                                   | Ouagadougou                                                                 | Burkina Faso                                                                | 2 – 3                                                                       | Costa d'Avorio                                                              | Qual. Mondiali 2010                                                         | -                                                                           | 90’                                                                         |
| 12-8-2009                                                                   | Le Petit-Quevilly                                                           | Mali                                                                        | 3 – 0                                                                       | Burkina Faso                                                                | Amichevole                                                                  | -                                                                           |                                                                             |
| 5-9-2009                                                                    | Abidjan                                                                     | Costa d'Avorio                                                              | 5 – 0                                                                       | Burkina Faso                                                                | Qual. Mondiali 2010                                                         | -                                                                           | 48’ 88’                                                                     |
| 14-11-2009                                                                  | Ouagadougou                                                                 | Burkina Faso                                                                | 1 – 0                                                                       | Malawi                                                                      | Qual. Mondiali 2010                                                         | -                                                                           |                                                                             |
| 11-1-2010                                                                   | Cabinda                                                                     | Costa d'Avorio                                                              | 0 – 0                                                                       | Burkina Faso                                                                | Coppa d'Africa 2010 - 1º turno                                              | -                                                                           |                                                                             |
| 19-1-2010                                                                   | Luanda                                                                      | Burkina Faso                                                                | 0 – 1                                                                       | Ghana                                                                       | Coppa d'Africa 2010 - 1º turno                                              | -                                                                           | 59’                                                                         |
| 11-8-2010                                                                   | Senlis                                                                      | Burkina Faso                                                                | 3 – 0                                                                       | Rep. del Congo                                                              | Amichevole                                                                  | -                                                                           | 46’                                                                         |
| 6-9-2010                                                                    | Cannes                                                                      | Burkina Faso                                                                | 1 – 1                                                                       | Gabon                                                                       | Amichevole                                                                  | -                                                                           |                                                                             |
| 9-10-2010                                                                   | Ouagadougou                                                                 | Burkina Faso                                                                | 3 – 1                                                                       | Gambia                                                                      | Qual. Coppa d'Africa 2012                                                   | 1                                                                           |                                                                             |
| 17-11-2010                                                                  | Mantes-la-Ville                                                             | Guinea                                                                      | 1 – 2                                                                       | Burkina Faso                                                                | Amichevole                                                                  | -                                                                           | 46’                                                                         |
| 26-3-2011                                                                   | Ouagadougou                                                                 | Burkina Faso                                                                | 4 – 0                                                                       | Gambia                                                                      | Qual. Coppa d'Africa 2012                                                   | -                                                                           | 67’                                                                         |
| 4-6-2011                                                                    | Windhoek                                                                    | Namibia                                                                     | 1 – 4                                                                       | Burkina Faso                                                                | Qual. Coppa d'Africa 2012                                                   | -                                                                           |                                                                             |
| 3-9-2011                                                                    | Ouagadougou                                                                 | Burkina Faso                                                                | 1 – 0                                                                       | Guinea Equatoriale                                                          | Amichevole                                                                  | -                                                                           |                                                                             |
| 11-11-2011                                                                  | Saint-Leu-la-Forêt                                                          | Burkina Faso                                                                | 1 – 1                                                                       | Mali                                                                        | Amichevole                                                                  | -                                                                           | 90’                                                                         |
| 22-1-2012                                                                   | Malabo                                                                      | Burkina Faso                                                                | 1 – 2                                                                       | Angola                                                                      | Coppa d'Africa 2012 - 1º turno                                              | -                                                                           |                                                                             |
| 26-1-2012                                                                   | Malabo                                                                      | Costa d'Avorio                                                              | 2 – 0                                                                       | Burkina Faso                                                                | Coppa d'Africa 2012 - 1º turno                                              | -                                                                           | 32’                                                                         |
| 30-1-2012                                                                   | Malabo                                                                      | Sudan                                                                       | 2 – 1                                                                       | Burkina Faso                                                                | Coppa d'Africa 2012 - 1º turno                                              | -                                                                           | cap.                                                                        |
| 29-2-2012                                                                   | Marrakech                                                                   | Marocco                                                                     | 2 – 0                                                                       | Burkina Faso                                                                | Amichevole                                                                  | -                                                                           | 62’                                                                         |
| 26-5-2012                                                                   | Ouagadougou                                                                 | Burkina Faso                                                                | 2 – 2                                                                       | Benin                                                                       | Amichevole                                                                  | -                                                                           |                                                                             |
| 2-6-2012                                                                    | Ouagadougou                                                                 | Burkina Faso                                                                | 0 – 3 tav                                                                   | Rep. del Congo                                                              | Qual. Mondiali 2014                                                         | -                                                                           |                                                                             |
| 9-6-2012                                                                    | Libreville                                                                  | Gabon                                                                       | 1 – 0                                                                       | Burkina Faso                                                                | Qual. Mondiali 2014                                                         | -                                                                           | 32’                                                                         |
| 14-8-2012                                                                   | Saint-Leu-la-Forêt                                                          | Burkina Faso                                                                | 3 – 0                                                                       | Togo                                                                        | Amichevole                                                                  | -                                                                           |                                                                             |
| 8-9-2012                                                                    | Libreville                                                                  | Rep. Centrafricana                                                          | 1 – 0                                                                       | Burkina Faso                                                                | Qual. Mondiali 2014                                                         | -                                                                           | cap. 68’                                                                    |
| 14-10-2012                                                                  | Ouagadougou                                                                 | Burkina Faso                                                                | 3 – 1                                                                       | Rep. Centrafricana                                                          | Qual. Mondiali 2014                                                         | -                                                                           | cap. 45’                                                                    |
| 14-11-2012                                                                  | El Jadida                                                                   | RD del Congo                                                                | 0 – 1                                                                       | Burkina Faso                                                                | Amichevole                                                                  | -                                                                           | 46’                                                                         |
| 10-1-2013                                                                   | Nelspruit                                                                   | Burkina Faso                                                                | 0 – 0                                                                       | Niger                                                                       | Amichevole                                                                  | -                                                                           | 46’                                                                         |
| 25-1-2013                                                                   | Nelspruit                                                                   | Burkina Faso                                                                | 4 – 0                                                                       | Etiopia                                                                     | Coppa d'Africa 2013 - 1º turno                                              | -                                                                           | cap. 90+4’                                                                  |
| 29-1-2013                                                                   | Nelspruit                                                                   | Zambia                                                                      | 0 – 0                                                                       | Burkina Faso                                                                | Coppa d'Africa 2013 - 1º turno                                              | -                                                                           | cap.                                                                        |
| 3-2-2013                                                                    | Nelspruit                                                                   | Burkina Faso                                                                | 1 – 0 dts                                                                   | Togo                                                                        | Coppa d'Africa 2013 - Quarti di finale                                      | -                                                                           | 43’                                                                         |
| 6-2-2013                                                                    | Nelspruit                                                                   | Burkina Faso                                                                | 1 – 1 dts (3 – 2 dtr)                                                       | Ghana                                                                       | Coppa d'Africa 2013 - Semifinale                                            | -                                                                           | cap.                                                                        |
| 10-2-2013                                                                   | Johannesburg                                                                | Nigeria                                                                     | 1 – 0                                                                       | Burkina Faso                                                                | Coppa d'Africa 2013 - Finale                                                | -                                                                           | cap.                                                                        |
| 23-3-2013                                                                   | Ouagadougou                                                                 | Burkina Faso                                                                | 4 – 0                                                                       | Niger                                                                       | Qual. Mondiali 2014                                                         | 1                                                                           | cap. 69’                                                                    |
| 2-6-2013                                                                    | Blida                                                                       | Algeria                                                                     | 2 – 0                                                                       | Burkina Faso                                                                | Amichevole                                                                  | -                                                                           | 46’                                                                         |
| 15-6-2013                                                                   | Pointe-Noire                                                                | Rep. del Congo                                                              | 0 – 1                                                                       | Burkina Faso                                                                | Qual. Mondiali 2014                                                         | -                                                                           | cap.                                                                        |
| 14-8-2013                                                                   | Tangeri                                                                     | Marocco                                                                     | 1 – 2                                                                       | Burkina Faso                                                                | Amichevole                                                                  | -                                                                           | cap.                                                                        |
| 7-9-2013                                                                    | Ouagadougou                                                                 | Burkina Faso                                                                | 1 – 0                                                                       | Gabon                                                                       | Qual. Mondiali 2014                                                         | -                                                                           | cap.                                                                        |
| 12-10-2013                                                                  | Ouagadougou                                                                 | Burkina Faso                                                                | 3 – 2                                                                       | Algeria                                                                     | Qual. Mondiali 2014                                                         | -                                                                           | cap.                                                                        |
| 19-11-2013                                                                  | Blida                                                                       | Algeria                                                                     | 1 – 0                                                                       | Burkina Faso                                                                | Qual. Mondiali 2014                                                         | -                                                                           | cap. 53’                                                                    |
| 5-3-2014                                                                    | Martigues                                                                   | Burkina Faso                                                                | 1 – 1                                                                       | Comore                                                                      | Amichevole                                                                  | -                                                                           | cap. 51’                                                                    |
| 21-5-2014                                                                   | Ouagadougou                                                                 | Burkina Faso                                                                | 1 – 1                                                                       | Senegal                                                                     | Amichevole                                                                  | -                                                                           | cap.                                                                        |
| 6-9-2014                                                                    | Ouagadougou                                                                 | Burkina Faso                                                                | 2 – 0                                                                       | Lesotho                                                                     | Qual. Coppa d'Africa 2015                                                   | -                                                                           | cap.                                                                        |
| 10-9-2014                                                                   | Luanda                                                                      | Angola                                                                      | 0 – 3                                                                       | Burkina Faso                                                                | Qual. Coppa d'Africa 2015                                                   | -                                                                           | cap.                                                                        |
| 11-10-2014                                                                  | Angondjé                                                                    | Gabon                                                                       | 2 – 0                                                                       | Burkina Faso                                                                | Qual. Coppa d'Africa 2015                                                   | -                                                                           | cap. 41’                                                                    |
| 15-10-2014                                                                  | Ouagadougou                                                                 | Burkina Faso                                                                | 1 – 1                                                                       | Gabon                                                                       | Qual. Coppa d'Africa 2015                                                   | -                                                                           | cap.                                                                        |
| 15-11-2014                                                                  | Maseru                                                                      | Lesotho                                                                     | 1 – 1                                                                       | Burkina Faso                                                                | Amichevole                                                                  | -                                                                           | cap. 84’                                                                    |
| 10-1-2015                                                                   | Nelspruit                                                                   | Burkina Faso                                                                | 5 – 1                                                                       | eSwatini                                                                    | Amichevole                                                                  | -                                                                           | Cap.                                                                        |
| 13-1-2015                                                                   | Nelspruit                                                                   | Burkina Faso                                                                | 2 – 0                                                                       | Botswana                                                                    | Amichevole                                                                  | -                                                                           | Cap. 46’                                                                    |
| 17-1-2015                                                                   | Bata                                                                        | Burkina Faso                                                                | 0 – 2                                                                       | Gabon                                                                       | Coppa d'Africa 2015 - 1º turno                                              | -                                                                           | Cap.                                                                        |
| 21-1-2015                                                                   | Bata                                                                        | Guinea Equatoriale                                                          | 0 – 0                                                                       | Burkina Faso                                                                | Coppa d'Africa 2015 - 1º turno                                              | -                                                                           | Cap.                                                                        |
| 25-1-2015                                                                   | Ebebiyín                                                                    | Rep. del Congo                                                              | 2 – 1                                                                       | Burkina Faso                                                                | Coppa d'Africa 2015 - 1º turno                                              | -                                                                           | Cap.                                                                        |
| 6-6-2015                                                                    | Colombes                                                                    | Burkina Faso                                                                | 2 – 3                                                                       | Camerun                                                                     | Amichevole                                                                  | -                                                                           | Cap.                                                                        |
| 13-6-2015                                                                   | Ouagadougou                                                                 | Burkina Faso                                                                | 2 – 0                                                                       | Comore                                                                      | Qual. Coppa d'Africa 2017                                                   | -                                                                           | Cap.                                                                        |
| 9-10-2015                                                                   | Troyes                                                                      | Burkina Faso                                                                | 1 – 4                                                                       | Mali                                                                        | Amichevole                                                                  | -                                                                           | Cap.                                                                        |
| 12-11-2015                                                                  | Cotonou                                                                     | Benin                                                                       | 2 – 1                                                                       | Burkina Faso                                                                | Qual. Mondiali 2018                                                         | -                                                                           | Cap. 54’                                                                    |
| 17-11-2015                                                                  | Ouagadougou                                                                 | Burkina Faso                                                                | 2 – 0                                                                       | Benin                                                                       | Qual. Mondiali 2018                                                         | -                                                                           | Cap.                                                                        |
| 26-3-2016                                                                   | Ouagadougou                                                                 | Burkina Faso                                                                | 1 – 0                                                                       | Uganda                                                                      | Qual. Coppa d'Africa 2017                                                   | -                                                                           | Cap.                                                                        |
| 29-3-2016                                                                   | Kampala                                                                     | Uganda                                                                      | 0 – 0                                                                       | Burkina Faso                                                                | Qual. Coppa d'Africa 2017                                                   | -                                                                           | Cap. 86’                                                                    |
| 8-10-2016                                                                   | Ouagadougou                                                                 | Burkina Faso                                                                | 1 – 1                                                                       | Sudafrica                                                                   | Qual. Mondiali 2018                                                         | -                                                                           | Cap. 82’                                                                    |
| 12-11-2016                                                                  | Praia                                                                       | Capo Verde                                                                  | 0 – 2                                                                       | Burkina Faso                                                                | Qual. Mondiali 2018                                                         | -                                                                           | Cap. 81’                                                                    |
| 7-1-2017                                                                    | Marrakech                                                                   | Burkina Faso                                                                | 2 – 1                                                                       | Mali                                                                        | Amichevole                                                                  | -                                                                           | Cap. 46’                                                                    |
| 14-1-2017                                                                   | Libreville                                                                  | Burkina Faso                                                                | 1 – 1                                                                       | Camerun                                                                     | Coppa d'Africa 2017 - 1º turno                                              | -                                                                           | Cap.                                                                        |
| 18-1-2017                                                                   | Libreville                                                                  | Gabon                                                                       | 1 – 1                                                                       | Burkina Faso                                                                | Coppa d'Africa 2017 - 1º turno                                              | -                                                                           | Cap.                                                                        |
| 22-1-2017                                                                   | Libreville                                                                  | Guinea-Bissau                                                               | 0 – 2                                                                       | Burkina Faso                                                                | Coppa d'Africa 2017 - 1º turno                                              | -                                                                           | Cap. 45+1’                                                                  |
| 28-1-2017                                                                   | Libreville                                                                  | Burkina Faso                                                                | 2 – 0                                                                       | Tunisia                                                                     | Coppa d'Africa 2017 - Quarti di finale                                      | -                                                                           | Cap. 19’                                                                    |
| 1-2-2017                                                                    | Libreville                                                                  | Burkina Faso                                                                | 1 – 1 dts (3 – 4 dtr)                                                       | Egitto                                                                      | Coppa d'Africa 2017 - Semifinale                                            | -                                                                           | Cap.                                                                        |
| 4-2-2017                                                                    | Port-Gentil                                                                 | Burkina Faso                                                                | 1 – 0                                                                       | Ghana                                                                       | Coppa d'Africa 2017 - Finale 3º posto                                       | -                                                                           | Cap.                                                                        |
| 10-6-2017                                                                   | Ouagadougou                                                                 | Burkina Faso                                                                | 3 – 1                                                                       | Angola                                                                      | Qual. Coppa d'Africa 2019                                                   | -                                                                           | Cap.                                                                        |
| 2-9-2017                                                                    | Dakar                                                                       | Senegal                                                                     | 0 – 0                                                                       | Burkina Faso                                                                | Qual. Mondiali 2018                                                         | -                                                                           | Cap. 90+1’                                                                  |
| 7-10-2017                                                                   | Bloemfontein                                                                | Sudafrica                                                                   | 3 – 1                                                                       | Burkina Faso                                                                | Qual. Mondiali 2018                                                         | -                                                                           | Cap.                                                                        |
| 14-11-2017                                                                  | Ouagadougou                                                                 | Burkina Faso                                                                | 4 – 0                                                                       | Capo Verde                                                                  | Qual. Mondiali 2018                                                         | -                                                                           | Cap.                                                                        |
| 22-3-2018                                                                   | Limeil-Brévannes                                                            | Burkina Faso                                                                | 2 – 0                                                                       | Guinea-Bissau                                                               | Amichevole                                                                  | -                                                                           | Cap. 72’                                                                    |
| 27-3-2018                                                                   | Franconville                                                                | Kosovo                                                                      | 2 – 0                                                                       | Burkina Faso                                                                | Amichevole                                                                  | -                                                                           | Cap. 18’ 62’                                                                |
| 8-9-2018                                                                    | Nouakchott                                                                  | Mauritania                                                                  | 2 – 0                                                                       | Burkina Faso                                                                | Qual. Coppa d'Africa 2019                                                   | -                                                                           | Cap.                                                                        |
| 13-10-2018                                                                  | Ouagadougou                                                                 | Burkina Faso                                                                | 3 – 0                                                                       | Botswana                                                                    | Qual. Coppa d'Africa 2019                                                   | -                                                                           | Cap.                                                                        |
| 16-10-2018                                                                  | Francistown                                                                 | Botswana                                                                    | 0 – 0                                                                       | Burkina Faso                                                                | Qual. Coppa d'Africa 2019                                                   | -                                                                           | Cap.                                                                        |
| 18-11-2018                                                                  | Luanda                                                                      | Angola                                                                      | 2 – 1                                                                       | Burkina Faso                                                                | Qual. Coppa d'Africa 2019                                                   | -                                                                           | Cap. 59’                                                                    |
| 6-9-2019                                                                    | Marrakech                                                                   | Marocco                                                                     | 1 – 1                                                                       | Burkina Faso                                                                | Amichevole                                                                  | -                                                                           | Cap.                                                                        |
| 10-10-2019                                                                  | Saint-Leu-la-Forêt                                                          | Burkina Faso                                                                | 0 – 1                                                                       | Gabon                                                                       | Amichevole                                                                  | -                                                                           | Cap. 90+2’                                                                  |
| 13-11-2019                                                                  | Ouagadougou                                                                 | Burkina Faso                                                                | 0 – 0                                                                       | Uganda                                                                      | Qual. Coppa d'Africa 2021                                                   | -                                                                           | Cap. 57’                                                                    |
| 17-11-2019                                                                  | Khartum                                                                     | Sudan del Sud                                                               | 1 – 2                                                                       | Burkina Faso                                                                | Qual. Coppa d'Africa 2021                                                   | -                                                                           | Cap.                                                                        |
| 16-11-2020                                                                  | Blantyre                                                                    | Malawi                                                                      | 0 – 0                                                                       | Burkina Faso                                                                | Qual. Coppa d'Africa 2021                                                   | -                                                                           | Cap.                                                                        |
| 24-3-2021                                                                   | Kampala                                                                     | Uganda                                                                      | 0 – 0                                                                       | Burkina Faso                                                                | Qual. Coppa d'Africa 2021                                                   | -                                                                           | Cap.                                                                        |
| 29-3-2021                                                                   | Ouagadougou                                                                 | Burkina Faso                                                                | 1 – 0                                                                       | Sudan del Sud                                                               | Qual. Coppa d'Africa 2021                                                   | -                                                                           | Cap. 74’, 80’                                                               |
| 5-6-2021                                                                    | Abidjan                                                                     | Costa d'Avorio                                                              | 2 – 1                                                                       | Burkina Faso                                                                | Amichevole                                                                  | -                                                                           | Cap. 78’ 88’                                                                |
| Totale                                                                      |                                                                             | Presenze (1º posto)                                                         | 102                                                                         |                                                                             | Reti                                                                        | 4                                                                           |                                                                             |

## Palmarès

### Club

#### Competizioni nazionali
- Coppa di Lega francese: 3

Olympique Marsiglia: 2009-2010, 2010-2011, 2011-2012
- Campionato francese: 1

Olympique Marsiglia: 2009-2010
- Supercoppa francese: 2

Olympique Marsiglia: 2010, 2011

### Individuale
- Miglior squadra della Coppa d'Africa: 1

2017